# Iconografia di Maria

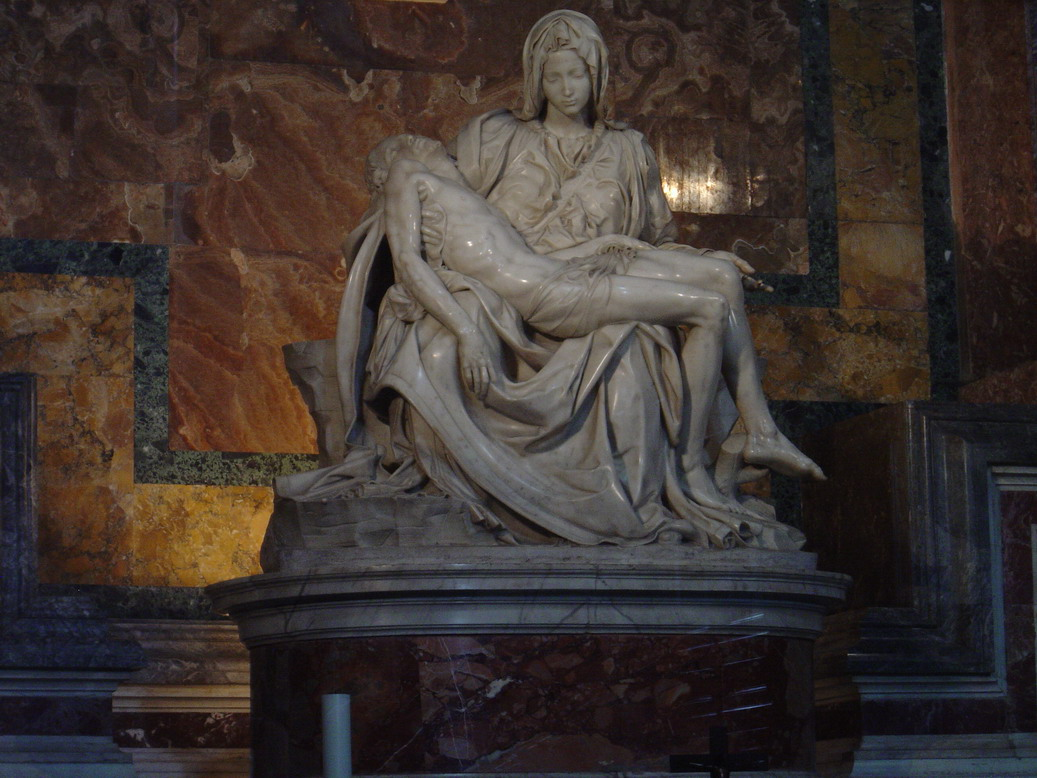
La Pietà di Michelangelo Buonarroti.

L'iconografia di Maria, cioè il modo di rappresentare la figura della Madonna nell'arte sacra, ha raggiunto una forma stabile e ben definita dopo i primi secoli del Cristianesimo al pari della figura di Gesù.

## Storia

### Premesse generali
La rappresentazione di Maria, sola o con il Figlio, è un'icona centrale sia per la Chiesa cattolica che per quella ortodossa. La Madonna col figlio è lo schema iconografico sicuramente prevalente: si distinguono in particolare molti sotto-tipi tradizionali:
- Per il nome del luogo o di una copia particolarmente rinomata, come la Blachernitissa.
- Attraverso un aggettivo che descrive una caratteristica fisica o la postura, ll dolore, si veda la Madonna dei sette dolori, la gioia, la gloria, il trionfo, la giustizia, l'aiuto, la vittoria etc...
- Temporale:
  - Rappresentazioni del periodo tra il concepimento di Maria (tema presente solo nei in apocrifi)[1] e l'Annunciazione, tema decisamente abbondante, con l'arcangelo Gabriele.

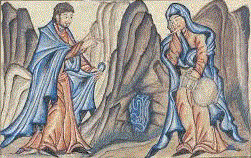
L'annunciazione, in una miniatura persiana del Jami' al-tawarikh, di Rashid al-Din (1314). La Madonna con il vaso e l'arcangelo Gabriele. Sullo sfondo montagne e una grotta. La Madonna si tocca il volto con la mano destra. L'islam venera il culto della santa famiglia specialmente nell'Āl ʿImrān.

- - Se San Giuseppe presente si può avere l'iconografia dello Sposalizio della Vergine o riferimenti dei periodi della Fuga in Egitto, o la vita famigliare.
  - Le visite a Elisabetta, Gioacchino (suo padre), Anna (sua madre, si ha quindi una Metterza) sono anche comuni.
  - A parte può essere l'iconografia coi i magi, i pastori, gli angeli, i profeti, i santi, i benefattori, i commissionari del opera,
  - Elementi propriamente sacri, mistici, mitologici, etc... Come la croce, che oltre che a oggetto riveste caratteristiche tutte sue.
- Attraverso l'accostamento ad un o più oggetti inanimato e/o un soggetto terzo:
  - Elementi astrologici, come il Sole, le stelle, la Luna, i raggi.
  - Elementi corporei:il cuore, il seno, il sangue, il latte, la bocca, etc.
  - Elementi del vestiario o di uso comune come la cintola, il mantello, la catena, i nodi, il rosario, la spada, la coppa, etc.
  - Elementi del paesaggio o meteorologici, come le rocce, le montagne, il pozzo, la neve o il tema dell'acqua etc.
  - Elementi botanici come i fiori, in particolare la rosa per le sue spine o i frutti, come la Melagrana o la mela.
  - Elementi Animali di uso comune e non, come asini, pecore, conigli, gatti, cardellini, serpenti etc.
  - Bestie mitologiche o assurde, come non citare il drago dell'apocalisse.
  - Uno o più altri soggetti (dalla trinità, a chi commissiona l'opera).

L'immagine di Maria è stata a volte anche utilizzata a fini di propaganda politica (ad esempio, dal regime fascista, attraverso la diffusione dell'immagine della Madonna del fascio o della Madonna del manganello).
L'iconografia mariana è stata sicuramente fonte di ispirazione per altri temi artistici, data la sua importanza storica e la potenza cultruale e sociale che riveste, si veda per esempio Madame X di Medardo Rosso.

#### Premessa Storica
La ricerca nell'iconografia mariana è applicata la metodologia artistica di tipo cristiano che risponde ad un bisogno di femminile. In particolare al bisogno dell'essere umano di essere donna. La rappresentazione di ciò prima era assegnata alle dee della fecondità come Iside, Afrodite, Demetra ma anche tutte le dee femminili hanno dato il loro contributo. La più importante forse l'adorazione della natura stessa. Si pensi anche all'impatto che le figure "minori" possono fare avuto: Ecate, le moire (se non la morte stessa) e per certi altri attributi dee minori come, Ebe, le ninfe etc...
La moglie di Osiride comunque rimane la figura più simile. L'arte paleocristiana è ispirata sicuramente dalla raffigurazioni canoniche di Iside: comune è l'atto di tenere entrambe in braccio un infante. Si pensi poi all'impatto dell'arrivo di Alessandro Magno sull'Asia e la fondazione di Alessandria d'Egitto, ripresa poi pesantemente in epoca rinascimentale o neoclassica, ma anche contemporanea. In particolare la dea greca al quale si deve di più è Afrodite.
Questo bisogno di Shekhinah, espresso nell'accudire mariano vive anche come necessità di "contrapposto" o in "relazione" con la totalità della Shekhinah divina, dove il principio maschile è invece Horus; Gesù; Dio e più anticamente Amon Ra. Si vedano inoltre le similitudini banali, come madre di dio, regina del cielo, consolatrice degli afflitti etc... Ascrivibili a quel comportamento umano che è la venerazione e la devozione per una divinità, ma anche quelle di un innamorato per un'innamorata, o di una madre con figlio, o quello di una vedova. Si presuppone che questo bisogno di Shekhinah esista perché metà del consorzio umano è femminile, quindi qualsiasi rappresentazione materna o femminile potrebbe essere vista in un certo senso come un tema mariano.

### Primi veri riferimenti (proto-Theotókos)

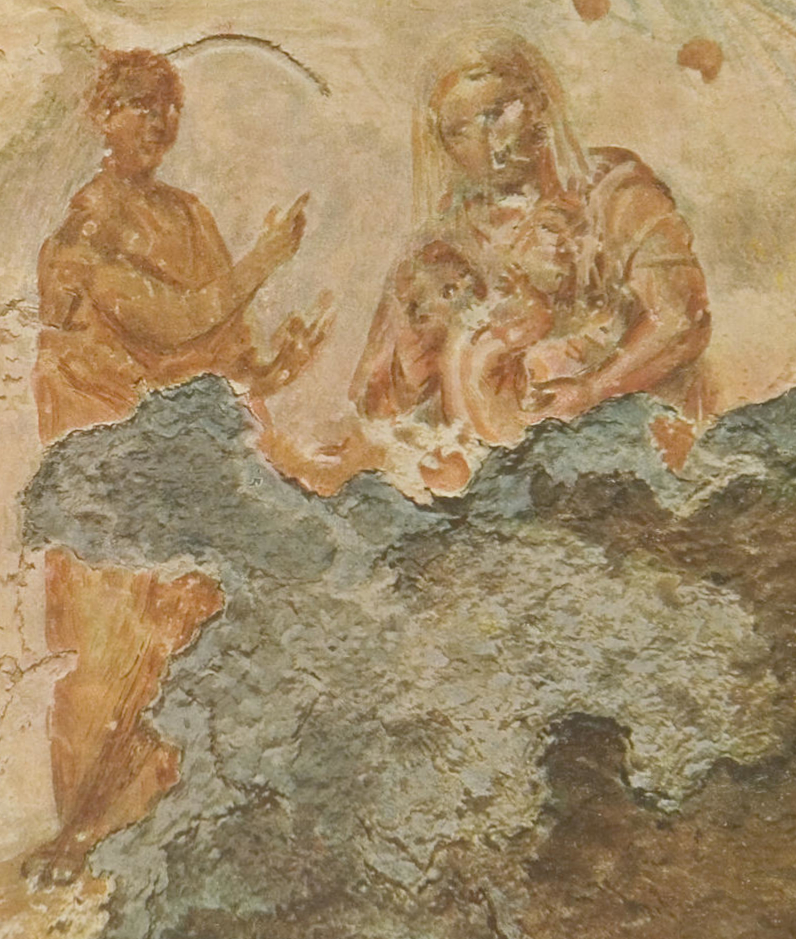
Possibilmente un'immagine di Maria che allatta Gesù Bambino, anche se questo è contestato, risalente al III secolo, situata nella Catacomba di Priscilla, a Roma.

La prima rappresentazione di Maria potrebbe trovarsi in un affresco di una chiesa di Dura-Europos, risalente al III secolo. Nell'affresco compare una donna che attinge acqua al pozzo ed è perciò stata inizialmente interpretata come la samaritana dei vangeli. Alcuni particolari, però, hanno suggerito che il soggetto rappresentato sia l'Annunciazione a Maria. Un'altra rappresentazione potrebbe essere un'immagine della Vergine Maria, situata nelle Catacombe di Priscilla a Roma. Raffigurante la Madonna che sta allattando Gesù Bambino. Questa è una delle prime immagini conosciute di Maria e del Bambino Gesù indipendente dall'episodio dei Magi, risalente al III secolo. La figura a sinistra, secondo Garrucci, rappresenta il profeta Balaam che indica una stella (fuori dalla cornice). Secondo la recente interpretazione di Giorgio Otranto, invece, la figura in piedi rappresenta il profeta David, in quanto la raffigurazione farebbe riferimento al Salmo 109: dal seno dell'aurora, come rugiada, io ti ho generato.

### Consolidamento dell'Aspetto fisico di Maria

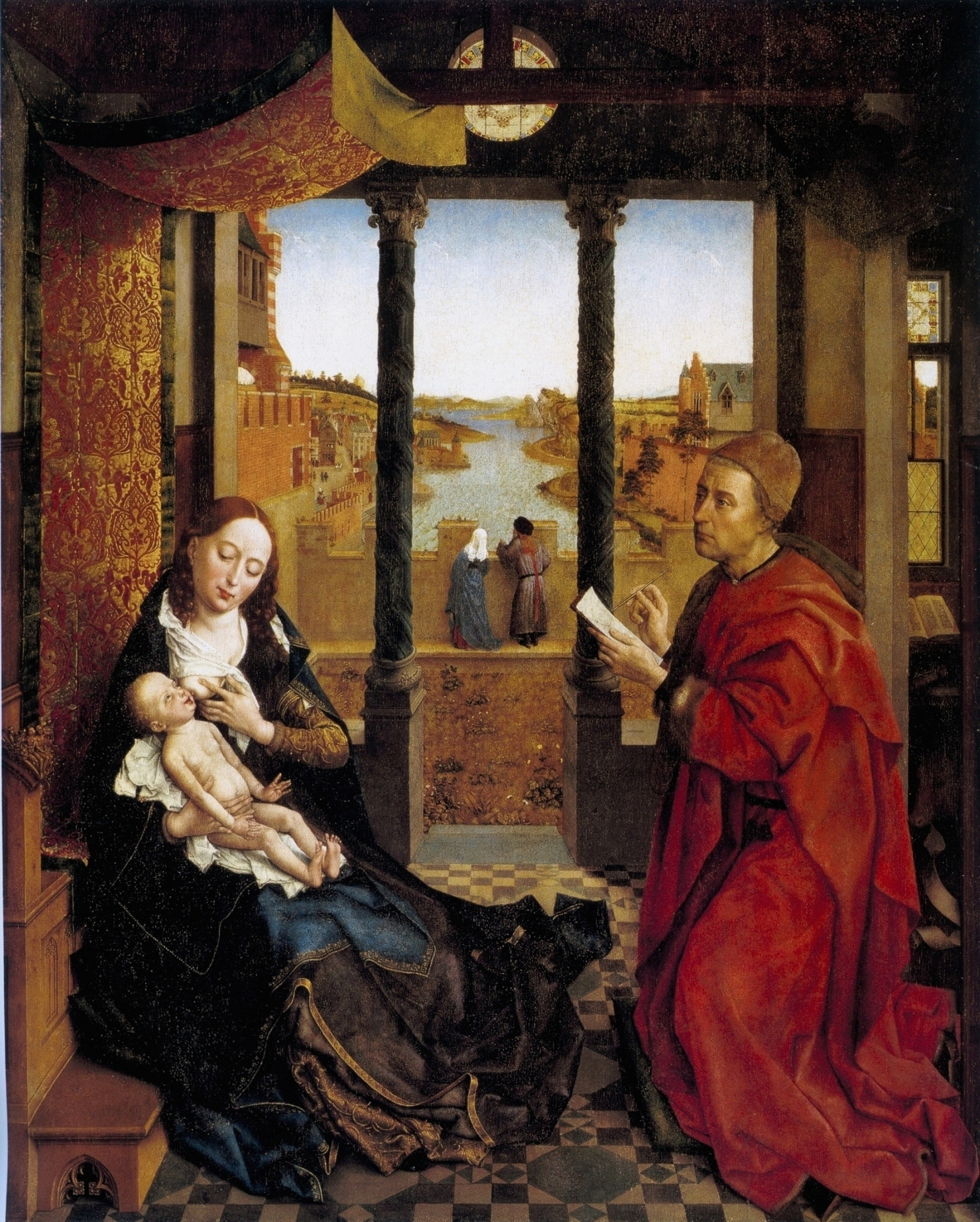
San Luca ritrae la Madonna, dipinto di Rogier van der Weyden (1440; Boston, Museum of Fine Arts).

La ricerca di un volto prototipale per Maria ha luogo a partire dal VI secolo. Occorre attendere il concilio di Efeso (431), in cui si discusse del mistero dell'unione della divinità e dell'umanità di Cristo. La conclusione, ribadita dal concilio di Calcedonia (451), fu riassunta con la formula dell'unione di due nature [inconfuse e immutate (contro i monofisiti), indivise e inseparabili (contro i nestoriani)], ambedue concorrenti in una persona e una ipostasi. Corollario di questa unione inscindibile delle due nature di Cristo era la "promozione" di Maria al ruolo di Madre di Dio ossia Theotokos e non solo di madre del corpo umano in cui il Verbo si era incarnato. Anche Maria poteva ora salire agli onori degli altari, senza che ciò sembrasse blasfemo. 

Questo accadrà invece ai musulmani, che vietarono la rappresentazione grafica per immagini di eventi in toto.
Le conclusioni del concilio di Efeso e la convocazione del concilio di Calcedonia sono attribuite alla sintonia fra il papa e Elia Pulcheria, sorella maggiore dell'imperatore Teodosio II. Dopo il concilio di Efeso Pulcheria fece erigere in Costantinopoli tre chiese dedicate a Maria e a custodirne le reliquie: Santa Maria Odighitria, Santa Maria delle Blacherne e Santa Maria delle Calcopratie (si pensa l'attuale Moschea Kalenderhane). La più importante icona era quella Odigitria, che secondo Teodoro il Lettore (che scrive nel 520) sarebbe stata trovata in Palestina nel 438 da Eudocia, moglie di Teodosio II e subito inviata a Costantinopoli. Nelle altre due chiese, invece, erano custoditi il mantello (Maphorion) della Vergine e la sua cintura (quella donata a San Tommaso, di cui esiste un'insigne reliquia a Prato). Le icone venerate in queste tre chiese furono prototipi imitati innumerevoli volte in cappelle e santuari di tutta la cristianità. Il mantello e la cintura della Vergine diventarono ingredienti importanti anche dell'iconografia occidentale.
Secondo Teodoro, l'esecuzione della Odigitria era dovuta a San Luca, l'evangelista che parla più diffusamente dell'infanzia di Gesù, riferendo notizie che secondo la tradizione solo Maria poteva avergli raccontato. Si potrebbe pensare che l'evangelista sia stato trasformato anche in pittore a garanzia che l'icona era un vero ritratto (e perciò assicurava una presenza più "efficace"). Il colorito scuro della Madonna Odigitria (considerata una Madonna Nera) rende possibile anche una diversa interpretazione: l'attribuzione a San Luca non sarebbe sorta per indicare il pittore ma per caratterizzare il significato dell'icona. Come conferma anche il colorito della carnagione della Vergine (il nero, infatti, è simbolo di dolore), una "Madonna di San Luca" sarebbe una madonna addolorata (cfr. il versetto 2, 35 del vangelo di Luca).

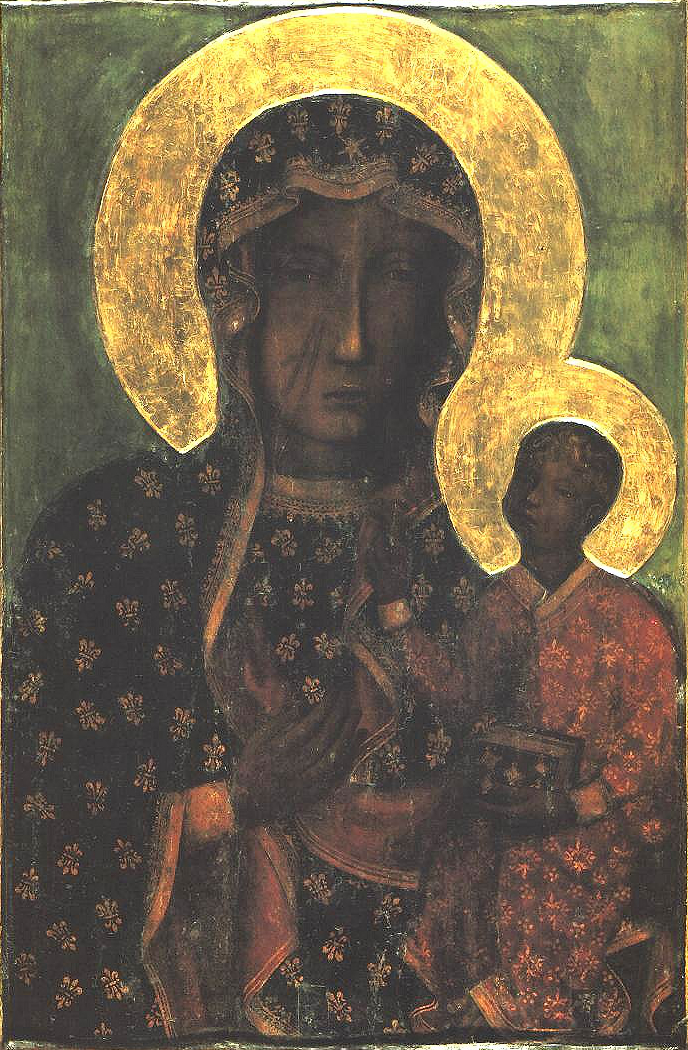
La Madonna Nera di Częstochowa.

L'icona dell'Odighitria fu per secoli il "palladio" di Costantinopoli. Dopo le preghiere a lei rivolte nel 626 una tempesta fece arenare proprio davanti alla grande chiesa di Santa Maria delle Blacherne la flotta persiana che assediava Costantinopoli. Eventi analoghi ebbero luogo nei decenni successivi. L'icona andò perduta durante la conquista Turca di Costantinopoli, ma ne conosciamo l'apparenza dalle molte riproduzioni antiche. Recentemente, poi, Margherita Guarducci ha fornito affascinanti motivazioni per credere che l'icona sia proprio quella oggi venerata ad Avellino nel santuario della Madonna di Montevergine.

 La tipologia della Odigitria fu molto utilizzata e diede luogo anche ad alcune varianti. Ad esempio nelle "Madonne della Passione" il Bambino sembra aver avuto un presentimento della Passione ed essersi rivolto alla madre per conforto. Anche la tipologia "Eleusa" (compassionevole), la tipologia di icona più diffusa, può ricordare la Odigitria; l'enfasi però è sull'atteggiamento di compianto della Vergine verso Gesù Bambino.
Notevolmente diversa, invece, è la tipologia chiamata Platytera: la theotókos è in posizione frontale con le mani alzate in segno di preghiera e di accettazione; sul petto è dipinto Gesù Bambino all'interno di un clipeo. L'icona rappresenta la Vergine Maria durante l'Annunciazione nel momento in cui risponde "Sia fatto secondo le tue parole" (Luca, 1, 38), il momento del concepimento di Gesù. Il Bambino non è rappresentato come un feto ma con colori e simboli che ricordano la sua gloria divina e/o entrambe le nature e il suo ruolo di maestro.
Questo tipo di icona è detto poeticamente "Platytera" (dal greco: Πλατυτέρα, più ampia); accogliendo, infatti, nel suo grembo il Creatore dell'Universo Maria è diventata "Platytera ton ouranon" (Πλατυτέρα των Ουρανών): "Più ampia dei cieli". La Platytera è un motivo iconografico riprodotto usualmente sul catino dell'abside delle chiese ortodosse.
Le lettere ΜΡ ΘΥ, poste spesso a sinistra e a destra sopra il capo di Maria sono una abbreviazione per ΜΗΤΗΡ ΘΕΟΥ, "Madre di Dio".

### Canoni successivi di raffigurazione

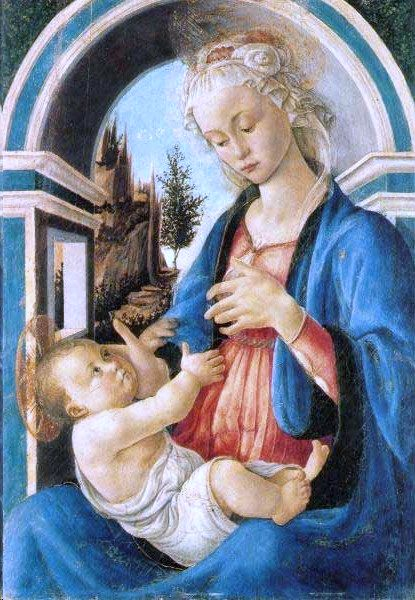
Madonna col Bambino di Botticelli

La raffigurazione di Maria è stata oggetto di numerosi artisti di ogni epoca, pittori e scultori, dall'Alto Medioevo, al Basso Medioevo, al Rinascimento, al periodo barocco fino al XX secolo. Le rappresentazioni più comuni sono quelle:
- Madonna col Bambino e le sue variazioni come:
  - la Madonna del (buon) cammino o Odigitria
  - la Madonna delle Blacherne o Blachernitissa
  - la Madonna Eleusa
  - la Madonna con il bambino giocante o Pelagonitissa
  - la Madonna dell'Umiltà
  - la Madonna del Latte o Galactotrofusa
  - la Madonna che bacia o Glykophilousa
  - la Madonna in trono o Maestà, detta anche Nikopoia
- Madonna Aghiosoritissa
- Madonna leggente e annunciazione, con o senza altre figure come l'arcangelo.
- Madonna in Gloria, con e senza angeli, santi o profeti o altre figure maggiori come la Trinità.
- Madonna Nera, con o senza bambino.
- Madonna addolorata, tra le quali la pietà e il Vesperbild.

Canoni fissati stabilmente più recentemente, in seguito ad encicliche o specifiche venerazioni, anche su creazione di nuovo titolo mariani su contributo di alcuni santi. 
- Madonna Bambina

- Madonna degli Angeli, tipologia venatoria ascrivibile a San Francesco
- Madonna dei Martiri
- Madonna assunta in cielo
- Madonna dal cuore immacolato, a volte con Gesù adulto. Tipologia di venerazione nata in seguito al riconoscimento delle sofferenze patite da Maria durante la Passione di Gesù. Solitamente in primo piano un cuore cinto da spine e raggi.
- Madonna immacolata

L'adattamento dei colori nei tempi recenti si è stabilizzato su tinte pastello con luce pesantemente sul soggetto (o emanante dietro il soggetto), con gioco dei contrasti e ombre tra Bianco, Blu (e sue sfumature come il Celeste), Rosso (e le sue sfumature come il Rosa) e Ocra (e le sue sfumature come l'oro o il color panna). Le forme oggi sono solitamente molto morbide, specialmente le madonne delle devozioni riferite a luoghi di pellegrinaggio o a specifiche apparizioni. A volte molto diverse dagli apici emotivi raggiunti in altre epoche e a volte al limite della blasfemia.

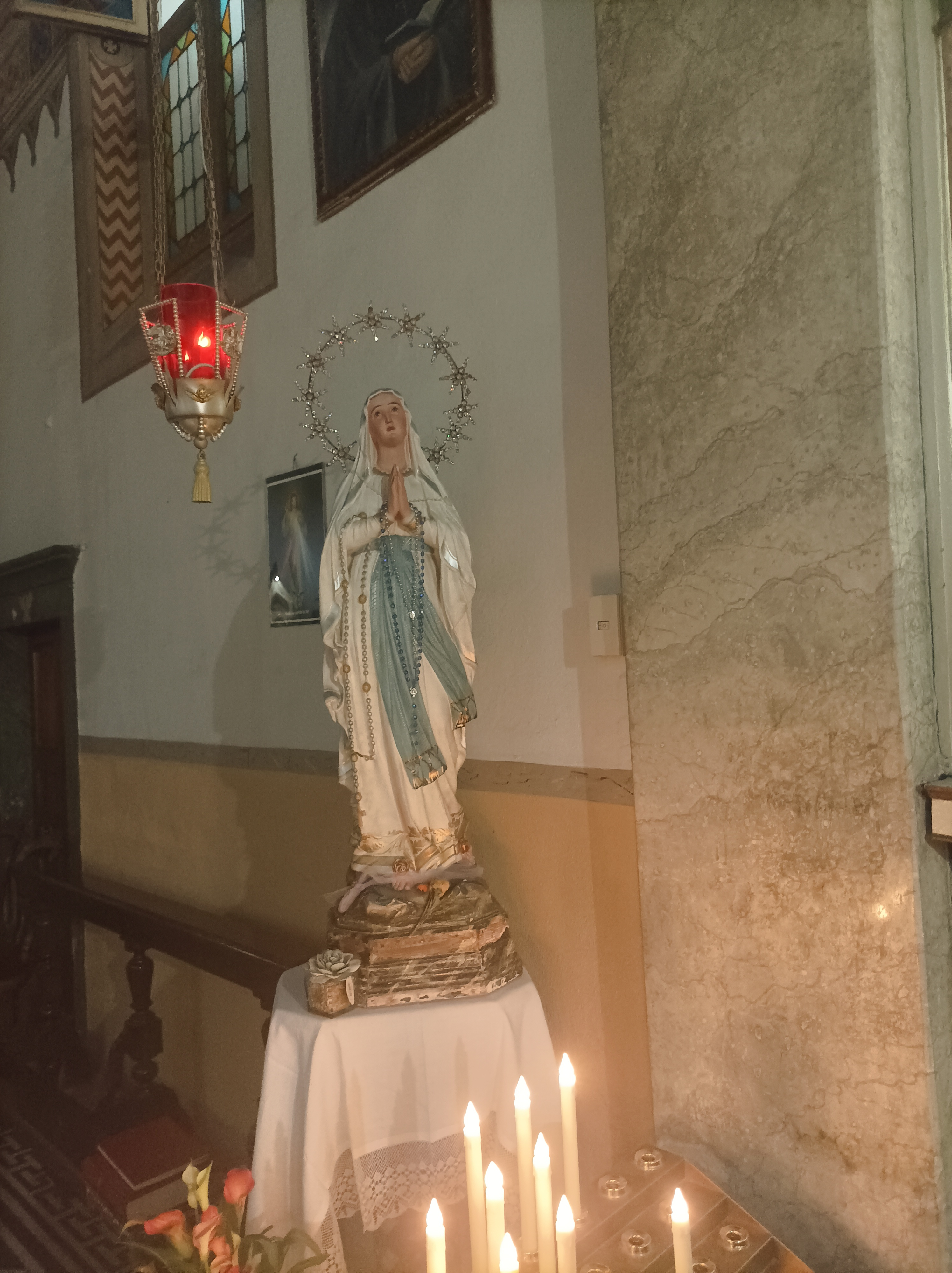
Statua della Madonna di Lourdes a fianco della lanterna dello Spirito Santo, Chiesa di San Francesco Ospedale di Iseo

Per alcune opere si può fare anche un'analisi numerologica, ma la complessità dei casi e delle interpretazioni è molto vasta, si ricordino in particolari i numeri dispari 1 e 3 (Dio e la Trinità) e i numeri 5, 7 (3+4), 10 (7+3) e 12 spesso citati nelle sacre scritture.

## Esempi di Opere Artistiche in tema mariano

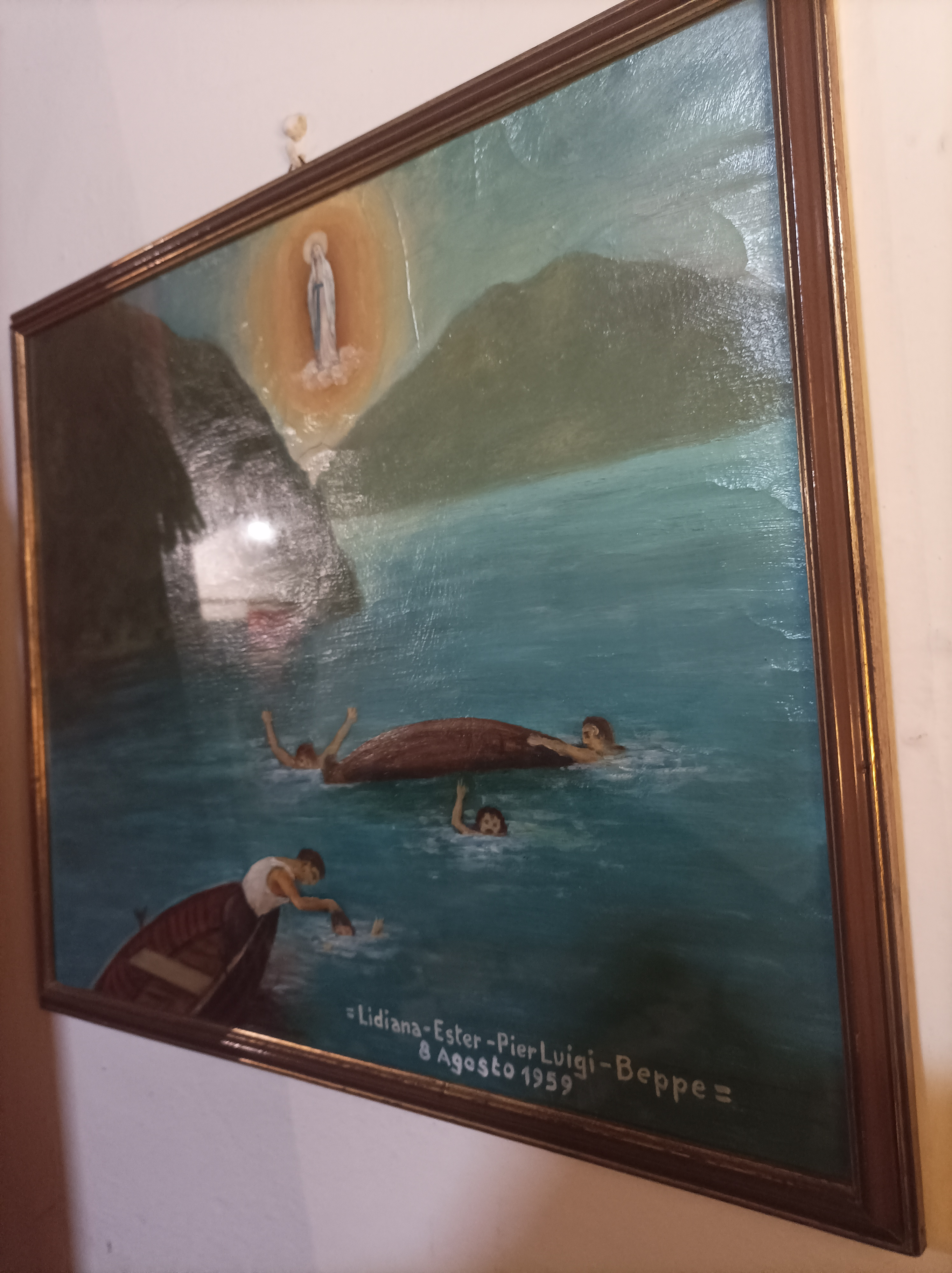
Molto comuni in tema di iconografia mariana sono le rappresentazioni per grazia ricevuta, o specifica devozione di alcune classi economico-sociali. Qui una Madonna dei pescatori.

La figura della Madonna compare in molte opere, tra le quali:
- Madonna di Borgo San Lorenzo
- Madonna Castiglioni
- Madonna tra i santi Giorgio e Dorotea
- Madonna del Parto (Piero della Francesca)
- Madonna Del Beccuto
- Madonna del Don
- Vergine delle Rocce (Parigi)
- Vergine delle Rocce (Londra)
- Vergine Maria (El Greco)
- Madonna greca
- Maria che scioglie i nodi
- Madonna dell'uovo o Pala di Brera
- Madonna di Guadalupe
- Madonna di Vladimir
- Madonna di Kazan'

### Il presepe e le natività
Il presepe è la ricostruzione scenografica della natività di Cristo. Benché, l'iconografia della natività ha temi di rappresentazione propri, in esso vi appaiono vari personaggi, tra i quali i più importanti la sacra famiglia, Gesù bambino nella mangiatoia, Maria e Giuseppe. Si aggiungono poi figure iconiche come l'asino e il bue, collocati dentro una capanna, ma anche i magi, i pastori, gli angeli eccetera. Napoli ha una tradizione presepista che risale almeno al Settecento con i più svariati esempi di opere in tale tema.